# Новоженин, Николай Иванович
Николай Иванович Новоженин (род. 20 мая 1949) — советский хоккеист, защитник.

## Биография
Воспитанник новосибирской «Сибири», в сезоне 1965/66 дебютировал за команду в высшей лиге. В 1974 году перешёл в воскресенский «Химик». Вернувшись через два года в «Сибирь», отыграл три сезона. Завершал карьеру в команде первой лиги «Торпедо» Усть-Каменогорск (1979/80 — 1982/83).
Чемпион Европы среди юниорских команд 1969.